# Liste der Wappen im Landkreis Cham
Die Liste der Wappen im Landkreis Cham zeigt die Wappen der Gemeinden im bayerischen Landkreis Cham.

## Landkreis Cham

Landkreis Cham Unter Schildhaupt mit den bayerischen Rauten in Rot die zweitürmige silberne Kirche von Chammünster in Seitenansicht.
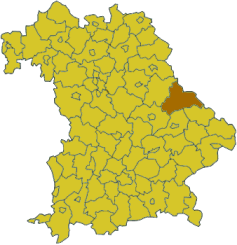
Lage des Landkreises Cham in Bayern
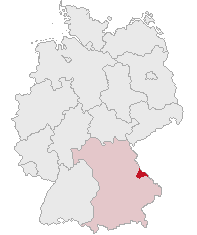
Lage des Landkreises Cham in Deutschland
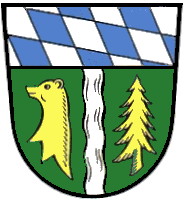
Landkreis Kötzting (–1972) Unter Schildhaupt mit den bayerischen Rauten gespalten durch einen silbernen Wellenpfahl; vorne in Grün ein goldener Bärenrumpf, hinten in Grün eine goldene Tanne.
Landkreis Roding (–1972) Unter rotem Schildhaupt, darin eine silberne Laubkrone, gespalten; vorne in Silber der hl. Gallus in blauem Mantel und goldenem Untergewand, mit blauer Bischofsmütze, goldenem Hirtenstab und rotem Evangeliar; hinten die bayerischen Rauten.
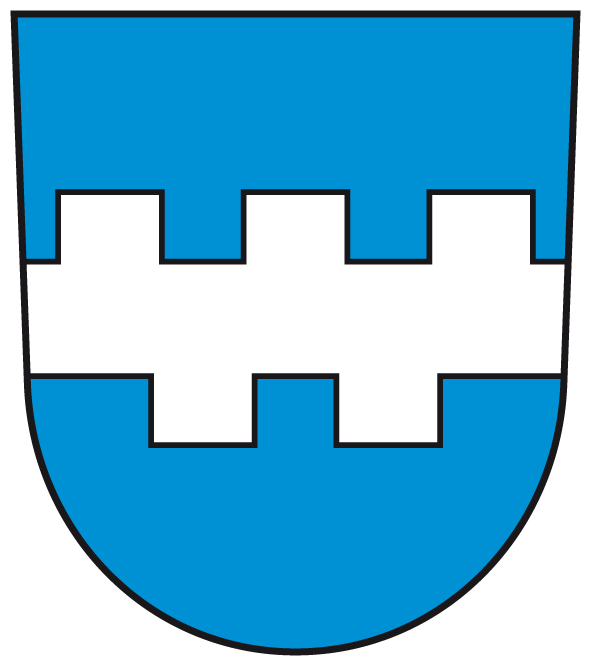
Landkreis Waldmünchen (–1972) In Blau ein silberner Gegenzinnenbalken.

## Wappen der Städte, Märkte und Gemeinden

Gemeinde Arnschwang In Blau aus einem gesenkten silbernen Wellenbalken wachsend der golden nimbierte heilige Martin mit rotem Gewand und silbernem Mantel, der mit dem blauen Schwert den Mantel zerteilt, oben links beseitet von einem von Gold, Rot und Silber geteilten Schildchen.
Gemeinde Arrach Gespalten von Silber und Rot; über gesenktem, von Blau und Gold gespaltenem Wellenbalken, vorne ein links gewendeter, golden gezungter roter Drachenrumpf, hinten die silberne Krümme eines Abtstabs.
Stadt Bad Kötzting In Silber auf grünem Boden ein buschiger grüner Baum.
Gemeinde Blaibach In Rot ein aufrechter silberner Drache mit Stachelschwanz, der im rechten Fang einen goldenen Klöpfel hält und den linken Fang auf einen goldenen Schild mit blauem Balken stützt.
Stadt Cham Unter Schildhaupt mit den bayerischen Rauten, belegt mit zwei schräg gekreuzten silbernen Schwertern mit goldenen Griffen, in Rot zwischen zwei silbernen Zinnentürmen eine Zinnenmauer, die mit einem roten Schild belegt ist, darin ein silberner Kamm.
Gemeinde Chamerau In Silber unter einem waagrecht liegenden blauen Schwert schwebend ein golden bewehrter roter Eberrumpf.
Markt Eschlkam Unter Schildhaupt mit den bayerischen Rauten in Rot ein goldener Kamm mit vier Zähnen.
Markt Falkenstein In Blau auf schwarzem Dreiberg ein flugbereiter goldener Falke.
Stadt Furth im Wald Unter Schildhaupt mit den bayerischen Rauten geteilt von Silber und Grün; oben zwei schwarze Wellenleisten.
Gemeinde Gleißenberg Unter silbernem Schildhaupt, darin ein blauer Wechselzinnenbalken, von Silber und Schwarz durch zwei rechte Spitzen gespalten.
Gemeinde Grafenwiesen In Blau ein silberner Schrägbalken, darin drei blaue Fische; oben zwei sechsstrahlige goldene Sterne, unten ein springender silberner Hirsch.
Gemeinde Hohenwarth In Rot auf grünem Dreiberg zwischen zwei silbernen Kirchtürmen mit blauem Spitzdach ein goldener Zinnenturm.
Markt Lam In Rot auf einem mit silbernem Wellenbalken belegten grünen Dreiberg eine zweitürmige Kirche in Vorderansicht; dahinter schräg gekreuzt ein goldener Spaten und ein goldener Schlägel.
Gemeinde Lohberg Gespalten von Silber und Blau; vorne über einem schwarzen Wellenbalken ein aufrechter, gebogener grüner Ölzweig, hinten ein silberner Glaskrug mit Henkel.
Gemeinde Michelsneukirchen Gespalten von Rot und Gold; vorne ein silbernes Flammenschwert, hinten drei schräg gestellte schwarze Rauten.
Gemeinde Miltach Gespalten von Silber und Blau; über gesenktem Wellenbalken in verwechselten Farben vorne ein schwarzes Schildchen, darin ein wachsender goldener Schöpfbrunnen, hinten ein durch eine rechte Stufe von Silber und Schwarz geteiltes Schildchen.
Markt Neukirchen beim Heiligen Blut In Blau eine eintürmige silberne Kirche in Seitenansicht, darauf goldene Kreuze.
Gemeinde Pemfling Unter silbernem Schildhaupt, darin ein blauer Kantenlinksbalken, in Rot über einem silbernen schwebenden Andreaskreuz ein silberner Zickzackbalken.
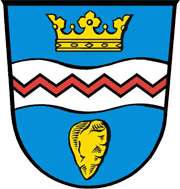
Gemeinde Pösing In Blau ein silberner Wellenbalken, der mit einem schmalen roten Zickzackbalken belegt ist; oben eine goldene Krone, unten ein goldener Faustkeil.
Gemeinde Reichenbach In Silber über blauem Wellenschildfuß ein stehender roter Drache.
Gemeinde Rettenbach In Gold ein schräglinker blauer Wellenbalken, beseitet oben von einer bewurzelten grünen Tanne, unten von drei schräg gestellten schwarzen Rauten.
Gemeinde Rimbach In Blau ein schräglinkes goldenes Flammenschwert mit silbernem Griff, in der rechten oberen Ecke ein Schildchen, gespalten von Rot und Silber, vorne ein silberner Balken.
Stadt Roding In Rot ein stehender, silbern gerüsteter Mann mit Helm, der in der Rechten eine silberne Hellebarde mit goldenem Schaft, in der Linken einen senkrecht gestellten silbernen Fisch hält.
Stadt Rötz In Silber die stehende, golden nimbierte, rot gekleidete heilige Margareta, in der Rechten die grüne Märtyrerpalme, in der Linken ein schwarzes Kreuz haltend; zu ihren Füßen der linksgewendete, widersehende grüne Drache mit Flammenzunge.
Gemeinde Runding Gespalten; vorne in Rot drei schmale goldene Pfähle, hinten in Gold ein blauer Balken.
Gemeinde Schönthal In Gold über gesenktem schwarzem Wellenbalken ein rotes brennendes Herz mit vier schwarzen Blitzen.
Gemeinde Schorndorf In Blau unter einem silberbordierten blauen Schild, darin ein goldener Schrägbalken, schräggekreuzt eine silberne natürliche Lilie und eine silberne Ähre, rechts und links beseitet von zwei voneinander abgekehrten goldenen Halbmonden, unten ein aufrechter goldener Halbmond.
Markt Stamsried In Rot unter einem silbernen Zickzackbalken eine goldene Flachsbreche.
Gemeinde Tiefenbach Unter silbernem Schildhaupt, darin eine blaue Wellenleiste, über silbernem Dreiberg siebenmal schräg geteilt von Rot und Silber.
Gemeinde Traitsching In Blau ein silbernes Hirschgeweih, dazwischen schwebend ein goldener Heidenrumpf.
Gemeinde Treffelstein Über silbernem Schildfuß mit drei roten Leisten, schräggeteilt von Gold und Schwarz, oben ein grüner Zweig mit drei Blättern, unten ein fünfspeichiges silbernes Rad.
Gemeinde Waffenbrunn Gespalten; vorne in Blau auf silbernem Boden ein silberner Greif mit goldenen Flügeln, der einen silbernen Lilienstängel hält; hinten gespalten von Silber und Rot, vorne ein roter Balken.
Gemeinde Wald In Silber über grünem Dreiberg, aus dem drei rote Flammen schlagen, ein aus dem linken Schildrand hervorbrechender golden gezungter roter Drache, der in den Fängen einen bewurzelten grünen Nadelbaum hält.
Gemeinde Walderbach Gespalten; vorn in Silber über blauem Querfluss ein grüner Nadelbaum, hinten in Rot, ein silberner, mit drei roten Rosen belegter Schrägbalken.
Stadt Waldmünchen In Silber eine bewurzelte grüne Buche.
Gemeinde Weiding Gespalten; vorne geteilt von Blau und Gold, oben eine silberne heraldische Lilie, unten ein blauer Balken; hinten in Silber auf grünem Hügel eine Weide mit schwarzem Stamm.
Gemeinde Willmering Durch einen silbernen Wellenbalken geteilt von Rot und Grün; oben eine silberne Pflugschar, unten ein silberner Dreiberg.
Gemeinde Zandt In Rot auf grünem Dreiberg das silberne Schloss Zandt, im rechten oberen Eck ein schwarzes Schildchen, darin ein silberner rechter Kantenbalken.
Gemeinde Zell In Silber über grünem Dreiberg übereinander drei oben gezinnte Sparren.

## Ehemalige Gemeinden mit eigenem Wappen

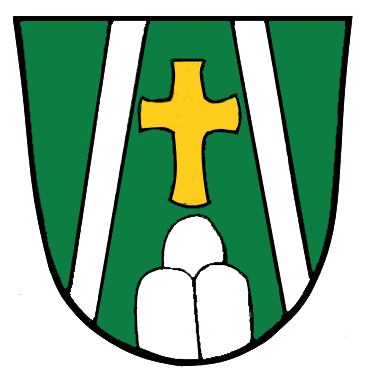
Gemeinde Altenmarkt
Gemeinde Dalking
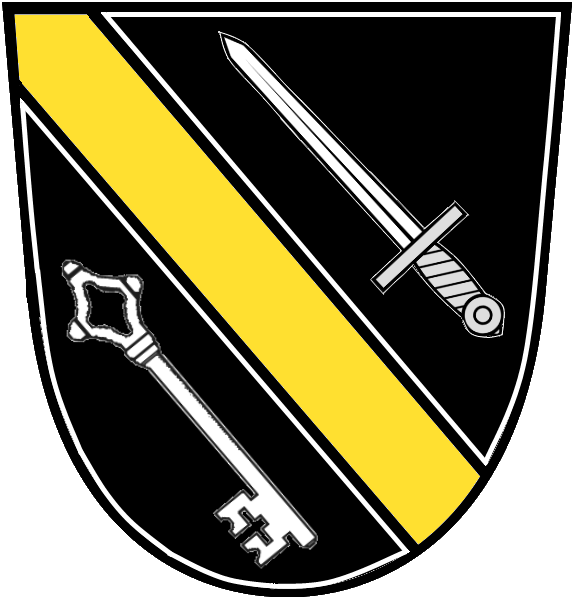
Gemeinde Obertrübenbach
Gemeinde Raindorf
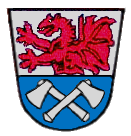
Gemeinde Warzenried Geteilt von Silber und Blau; oben ein roter Drachenrumpf, unten zwei schräg gekreuzte silberne Rodungsbeile.
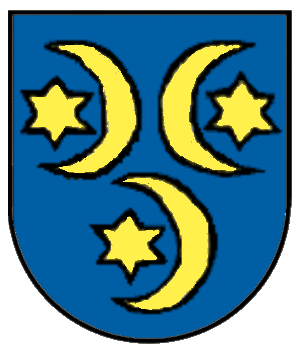
Gemeinde Windischbergerdorf